# 佛蒙特州州长
佛蒙特州州长（英語：Governor of Vermont）是美国佛蒙特州政府首脑，该职位在偶数年通过直接选举产生，任期为两年。佛蒙特州与邻近的新罕布什尔州是唯二每两年举行一次州长选举的州，而其他48个州则通常每四年进行一次州长选举。
佛蒙特州的州长任期没有限制。如果在州长选举中没有候选人获得超过50%的选票，州长将由州议会选出。目前担任佛蒙特州州长的是共和党成员菲尔·斯科特。他于2017年1月5日宣誓就职，成为佛蒙特州第82任州长。

## 职能

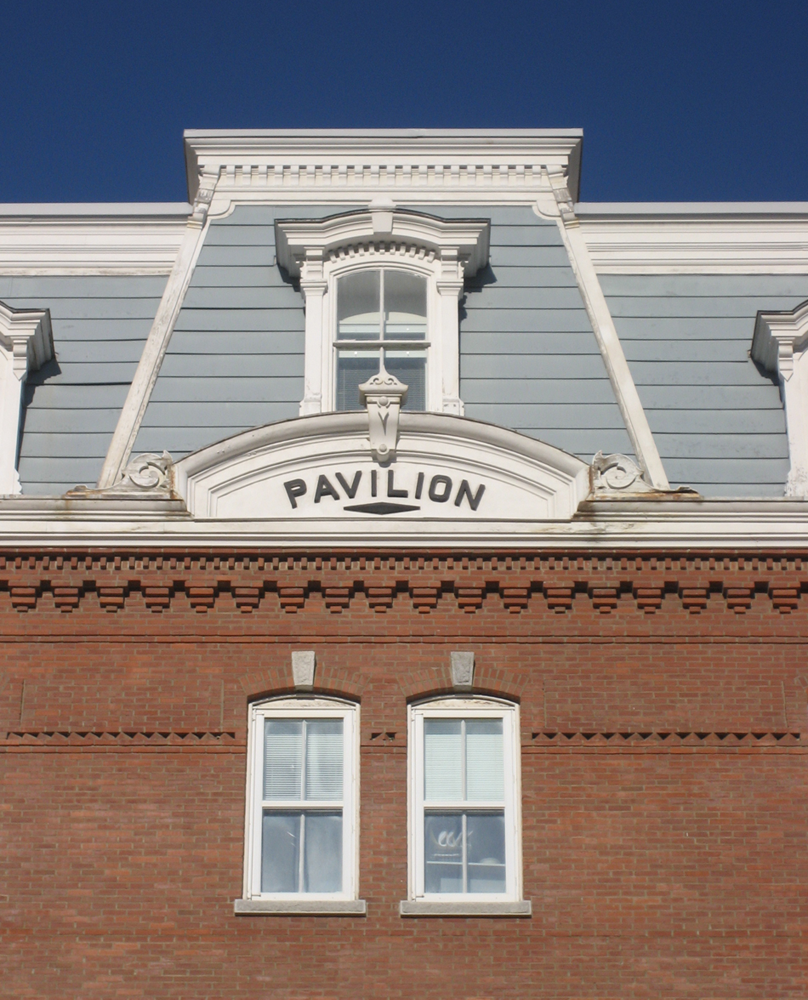
位于蒙彼利埃的帕维利恩，是州长办公室的所在地

州长的工作办公处位于佛蒙特州首府蒙彼利埃的一栋名为“帕维利恩”的建筑内，而州长的礼仪办公室则位于佛蒙特州议会大厦，该大厦同样位于蒙彼利埃。
佛蒙特州州长的职责是维护和执行所有法律，并在必要时加快立法事务。根据州宪法，州长在授予赦免和缓刑方面的权力有限，并在必要时有权召集佛蒙特州议会特别会议。州长国民警卫队的总指挥，但除非获得佛蒙特州参议院的许可，否则不得直接指挥这些部队。州长其他职责和特权包括任命所有州级官员除非另有规定，并在填补所有空缺职位的合法程序完成之前进行临时任命。州长可以在所有案件中给予缓刑，惟在叛国案件中除外，并可以所有案件中授予赦免，惟在弹劾案件中除外。此外州长还应该根据法律授予许可证、从国库中提取已由佛蒙特州立法机拨发的款项、在立法机构休会期间实施最长30天的禁运、根据州长的意愿任命军事和民事事务秘书，任期由州长决定。州长还需要对佛蒙特州所做的所有任命进行盖章和签字、保管和使用佛蒙特州印玺以及在州财政官员职位空缺时通过任命填补其空缺。
佛蒙特州的副州长与州长分别通过选举产生。如果现任州长去世、辞职或因弹劾被罢免，则副州长将接任州长职务。此外副州长还担任“州武装力量”的副总司令。

## 山区法则
自1850年代共和党成立以来，直到1960年代，只有共和党候选人赢得了佛蒙特州的州级公职选举。造成这一现象的一个重要原因是共和党实施了“山区法则”（Mountain Rule），这一非正式机制限制了候选人的范围。
根据“山区法则”的最初规定，该州的两位联邦参议员需要分别来自绿山山脉的两侧。该规则的扩展版本则要求住在绿山山脉两侧的居民轮流担任州长和副州长职务。州长和副州长的提名人最初允许担任两个一年任期，后来改为一个两年任期。在近百年的时间里，佛蒙特州的共和党候选人普遍同意遵循扩展版的“山区法则”以维护党内团结。然而多个因素导致了“山区法则”的逐步衰落，包括普罗克特派（保守派）与艾肯-吉布森派（进步派）之间的长期政治争斗、共和党改为通过初选而不再通过大会选出提名人、联邦参议员的直接选举以及包括进步党、禁酒党和地方选择运动在内的多个第三方政党的活跃。1960年代佛蒙特州民主党的崛起以及89号州际公路的建设也促成了“山区法则”的终结。尽管89号州际公路是一条南北走向的路线，但在州内的大部分路段为东南-西北走向，改变了居民对该州地理分区的看法。